# Austrian Open 2003
L'Austrian Open 2003  è stato un torneo di tennis giocato sulla terra rossa. È stata la 58ª edizione dell'Austrian Open, che fa parte della categoria International Series Gold nell'ambito dell'ATP Tour 2003. Si è giocato al Kitzbühel Sportpark Tennis Stadium di Kitzbühel in Austria, dal 21 al 27 luglio 2003.

## Campioni

### Singolare maschile
Guillermo Coria ha battuto in finale  Nicolás Massú con il punteggio di 6–1, 6–4, 6–2

### Doppio
Martin Damm /  Cyril Suk hanno battuto in finale  Jürgen Melzer /  Alexander Peya con il punteggio di 6–4, 6–4